# Бакланово (Черниговская область)
Бакланово (укр. Бакланове) — село в Нежинском районе Черниговской области Украины. Население 67 человек. Занимает площадь 0,027 км².
Код КОАТУУ: 7423385202. Почтовый индекс: 16645. Телефонный код: +380 4631.

## Власть
Орган местного самоуправления — Крутовский сельский совет. Почтовый адрес: 16645, Черниговская обл., Нежинский р-н, с. Круты, ул. Независимости, 49.